# Маркус Канн
Маркус Канн (1820, Відень — 3 лютого 1886) — австрійський шахіст аматор. Один з найсильніших гравців тогочасного Відня.
Маркус Канн проаналізував та використовував на практиці шаховий дебют який починається ходами: 1. е2-е4 с7-с6.
Під час 4-го Німецького шахового чемпіонату в травні 1885 року Канн переміг німецько-британського чемпіона Жака Мізеса використовуючи захисту Каро-Канн (ECO B12) за 24 ходи. Схоже що саме завдяки виграній в Мізеса партії Канн увійшов в історію шахів та став асоціюватися з використаним під час гри дебютом "е2-е4 с7-с6", який згодом стали називати "Захист Каро-Канн".

Невдовзі після цього Маркус Канн помер у віці 66 років. Журнал "Allgemeine Sport-Zeitung" (1886, стор. 118) опублікував короткий некролог після його смерті.
"М. Канн один з найсильніших гравців Віденьської шахової спільноти. Його гра характеризується не стільки жвавими наступами, як обережним і жорстким захистом незручних позицій. У 1885 він взяв участь у четвертому конгресі шахової федерації в Гамбурзі, але через хворобу (в покійного постійно хворіли нирки) не досяг великого успіху і здобув перше місце лише у вільному турнірі. Його позиція на поточному турнірі Віденського шахового товариства була вигідною: він зіграв 16 партій, 2 програв і у 2 зіграв в нічию."
Австрійський шахіст та автор книги "Rätsel und Reichtümer der Eröffnung"  (Лейпциг, 1915) Франц Гутмаєр (Franz Gutmayer) на сторінках 280-290, повідомляє що був особисто знайомим із Канном та Каро:
"Я знав Канна особисто. Він був дуже сильним аматором. У житті міг брати в займ, у грі в шахи - гордо жив на власні кошти. Він сміливо використовував власну техніку дебюту. Я також зустрів Каро. Задумливий розум який любить розмірковувати про можливості."